# Es (psychoanalyse)
In de theorieën van Sigmund Freud is het Es (het Duitse woord voor "het"), ook het id (het Latijnse woord voor "het") genoemd, het oudste deel van de persoonlijkheid. De pasgeborene heeft alleen nog maar een Es. Het Es is een reservoir van impulsen, energie, libido. Het redeneert niet. Het gaat blindelings te werk volgens het principe: Ik wil wat ik wil wanneer ik het wil. De voornaamste functie van het archaïsche, niet redelijke Es is de onmiddellijke bevrediging van de driften, om opnieuw een spanningsloze lustvolle toestand te verkrijgen. Met andere woorden, Es-gedrag wordt geleid door het lustprincipe.
Het gedrag van het kleine kind komt het dichtst bij de werking van het zuivere Es in de buurt. Het nog ongesocialiseerde kind is impulsief; het kan moeilijk de vervulling van zijn wensen uitstellen: het wordt in zijn handelingen gedreven door het lustprincipe. Het gedrag wordt dus bepaald door het Es.